# Neotanais armiger
Neotanais armiger är en kräftdjursart som beskrevs av Wolff 1956. Neotanais armiger ingår i släktet Neotanais och familjen Neotanaidae. Inga underarter finns listade i Catalogue of Life.